# Photorhabdus
Photorhabdus is een geslacht van bioluminescente, gramnegatieve bacteriën die in symbiose leven binnenin entomopathogene rondwormen, vandaar de naam photo (wat licht produceert) en rhabdus (staafvorm). Photorhabdus-bacteriën staat bekend als pathogeen voor een groot aantal insecten en wordt gebruikt als biopesticide in de landbouw. Het gebruik van Photorhabdus-bacteriën alleen, dus zonder rondwormen, is succesvol gebleken tegen het groot koolwitje, Drosicha mangiferae en de poppen van de koolmot. Ze kunnen ook Ostrinia furnacalis (Aziatische maisboorder) binnen 48 uur doden, een plaag bij maïs in Oost-Azië.

## Soorten
- Photorhabdus asymbiotica
- Photorhabdus heterorhabditis
- Photorhabdus luminescens
- Photorhabdus temperata

## Levenscyclus
1. In de rondworm zitten de Photorhabdus-bacteriën in een reservoir in een gespecialiseerd gebied van het spijsverteringskanaal.
2. Wanneer een infectieuze larve een geschikte gastheer tegenkomt wordt de dikke cuticula afgestoten, zwelt de kop op, opent zijn mond en zet het spijsverteringskanaal uit.[3] De infectieuze larven dringen de lichaamsholte van de insectenlarve of het insect binnen, meestal via natuurlijke lichaamsopeningen (mond, anus, ademopeningen) of via gebieden met een dunne cuticula met een aan de wangkant zittende 'tand'-achtige structuur.
3. De bacteriën worden uitgespugd in het spijsverteringskanaal en vermenigvuldigen zich daarna alleen in de lichaamsvloeistof (hemolymfe). Ze overwinnen het afweersysteem van het insect, zoals de Toll-like receptoren en tal van virulentiefactoren worden geproduceerd, zoals hemolysine en cytotoxine. Ze nemen deel aan het onderdrukken van de immuniteit van het insect en het doden van de gastheer. De infectieuze larven spugen ook een complexe cocktail van eiwitten uit. De gastheer wordt meestal binnen 24 - 48 uur gedood. Pas later koloniseren ze alle andere insectenweefsels.
4. De bacteriën vermenigvuldigen zich snel in de dode gastheer en produceren verschillende antimicrobiële stoffen, die de groei van antagonistische micro-organismen onderdrukken. De bacteriën scheiden ook een reeks enzymen uit, die de afbraak van de weefsels stimuleren. De rondwormen voeden zich vervolgens met de bacteriën. De infectieuze larven ontwikkelen tot zelfbevruchtende (hermafrodiet) rondwormen, die op hun beurt eieren leggen die zich ontwikkelen tot hermafrodieten, vrouwtjes of mannetjes. Wanneer het leggen van eieren stopt, ontwikkelen rondwormen zich in de lichaamsholte van de moeder door een proces dat endotokia matricida (moedermoord) wordt genoemd met een latere generatie die twee geslachten produceert. In de dode gastheer vinden twee tot drie generaties rondwormen plaats.
5. Wanneer er veel rondwormen aanwezig zijn en voedingsstoffen beginnen op te raken, worden in de dode gastheer infectieuze larven met Photorhabdus-bacteriën gevormd, die in de grond op zoek gaan naar nieuwe gastheren. Zo gebruikt Photorhabdus de rondworm als voertuig voor de overdracht naar nieuwe gastheren.

3,5-Dihydroxy-4-isopropyl-trans-stilbeen（ST）

Tijdens de stationaire groeifase in insectenlarven, synthetiseren Photorhabdus-soorten een stof genaamd 3,5-Dihydroxy-4-isopropyl-trans-stilbeen (ST). Er wordt veronderstelt dat ST werkt als een antibioticum en Photorhabdus-soorten beschermt tegen concurrentie van andere micro-organismen en ook helpt het immuunsysteem van het insect te omzeilen.
Photorhabdus-soorten zijn essentiële endosymbionten voor Heterorhabditis-rondwormsoorten.

## Genoomsequentie
Het volledige genoom van Photorhabdus luminescens werd in 2003 gesequenced. De DNA-sequentie van Photorhabdus bevat een aantal voor toxine coderende genen die essentieel zijn voor het doden van het insect na infectie. Dit omvat genen die coderen voor toxines die de tabakspijlstaart (Manduca sexta) doden. Het tabakspijlstaartgen mcf veroorzaakt apoptose van de insectenhemocyten en het middendarmepitheel en er zijn genen die ingrijpen in de ontwikkeling van de insectengastheer.
Een andere belangrijke geïdentificeerde sequentie is het gen dat codeert voor polyketide en nietribosomale peptidesynthasen die antibiotica produceren ter bescherming tegen microbiële concurrenten..
Verondersteld wordt dat Photorhabdus soorten de toxinegenen door horizontale genoverdracht tijdens de evolutie hebben verworven.

## Als ziekteverwekker bij de mens
Photohabdus asymbiotica is ziekmakend gebleken voor mensen, maar de gevallen zijn meestal niet dodelijk en zijn beperkt tot de Amerikaanse staat Texas en de Gold Coast van Australië.
Het eerste geval van infectie bij de mens werd in 1989 gemeld door de Centers for Disease Control in de Verenigde Staten.
In 1999 rapporteerde een studie nog eens vier gevallen van Photorhabdus luminescens-infectie in Zuidoost-Australië, één in 1994 en drie in 1998.